# La Pineda (Llavorsí)
La Pineda és un bosc de pins del terme municipal de Llavorsí (Pallars Sobirà). La Pineda està situada al barranc de la Pineda, al vessant sud-occidental del Pic de l'Orri i limitada a l'oest pel marge esquerre del riu Noguera Pallaresa i els Prats d'Aidí.